# Giulio Ferrari (scrittore)
Il barone Giulio Ferrari o de Ferrari (Vicenza, 1712 – 1792) è stato un poeta, scrittore, nobile e assassino italiano della Repubblica di Venezia, noto per la sua opera su Copernico, Copernico. Poemetto astronomico del 1766.

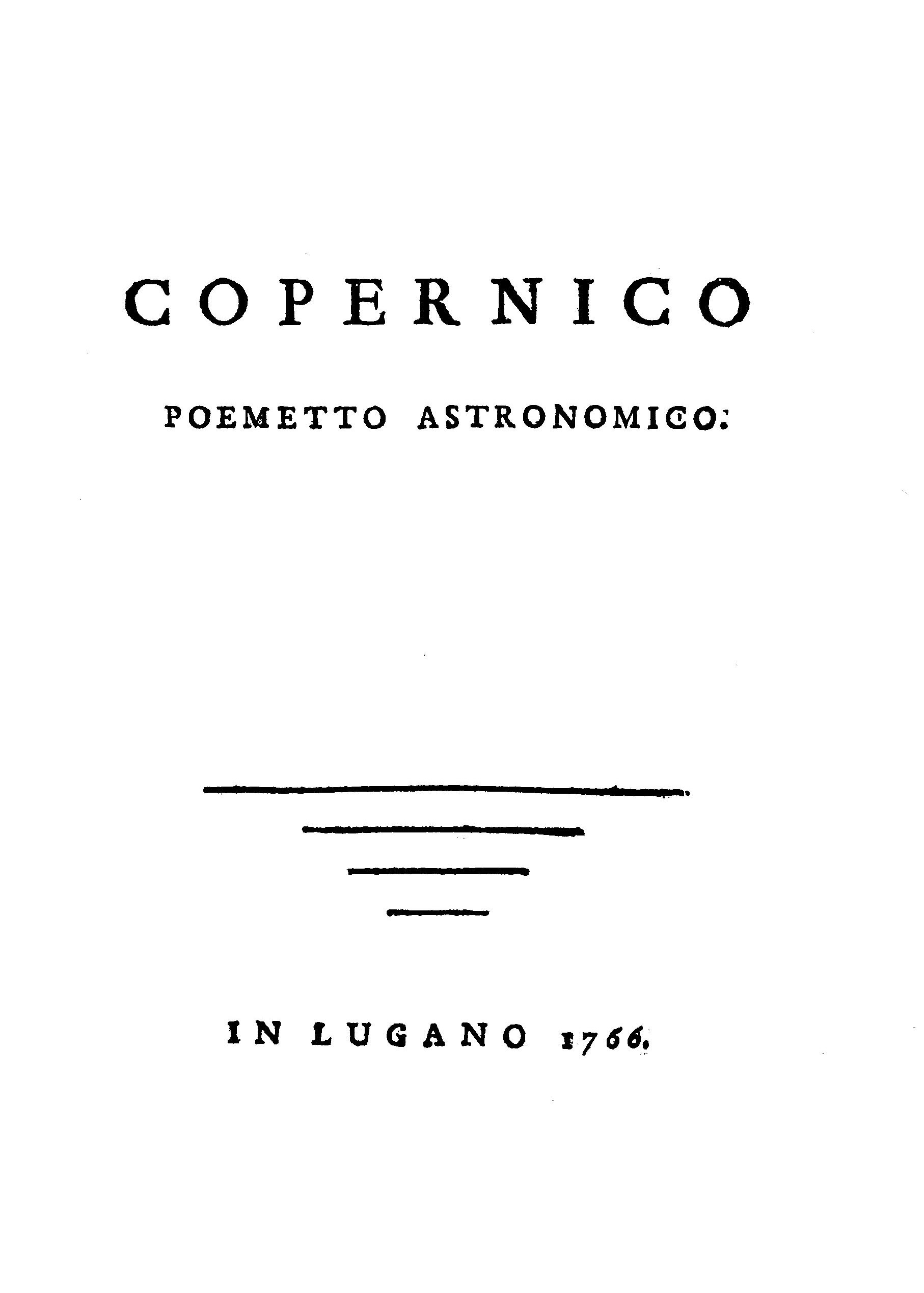
Copernico. Poemetto astronomico, 1766

Il libro venne stampato a Lugano nel 1766 e nello stesso anno riedito a Vicenza come volumetto celebrativo.
Ferrari è rimasto noto nelle cronache del tempo anche per avere ucciso, per futili motivi, un proprio fratello nel 1750.

## Opere
- Giulio Ferrari, Copernico. Poemetto astronomico, Lugano, 1766.